# Samuel Kotey Neequaye
Samuel Kotey Neequaye (født 5. juli 1983) er en ghanesisk amatørbokser, som konkurrerer i vægtklassen weltervægt. Neequaye har ingen større internationale resultater, og fik sin olympiske debut da han repræsenterede Ghana under Sommer-OL 2008, hvor han blev slået ud i første runde.